# 利格龙
利格龙（法語：Ligron，法語發音：[liɡʁɔ̃]）是法国萨尔特省的一个市镇，属于拉弗莱什区。

## 地理
利格龙（47°46'17"N, 0°0'31"E）面积13.48 平方千米，位于法国卢瓦尔河地区大区萨尔特省，该省份为法国西北部内陆省份，北起顺时针与奥恩省、厄尔-卢瓦省、卢瓦-谢尔省、安德尔-卢瓦尔省、曼恩-卢瓦尔省和马耶讷省接壤，是法国大西部的入口，连接卢瓦尔河谷、布列塔尼和巴黎盆地。
与利格龙接壤的市镇（或旧市镇、城区）包括：拉方丹圣马丹、布斯、克莱蒙-克雷昂、库尔塞勒拉福雷、圣让德拉莫特。

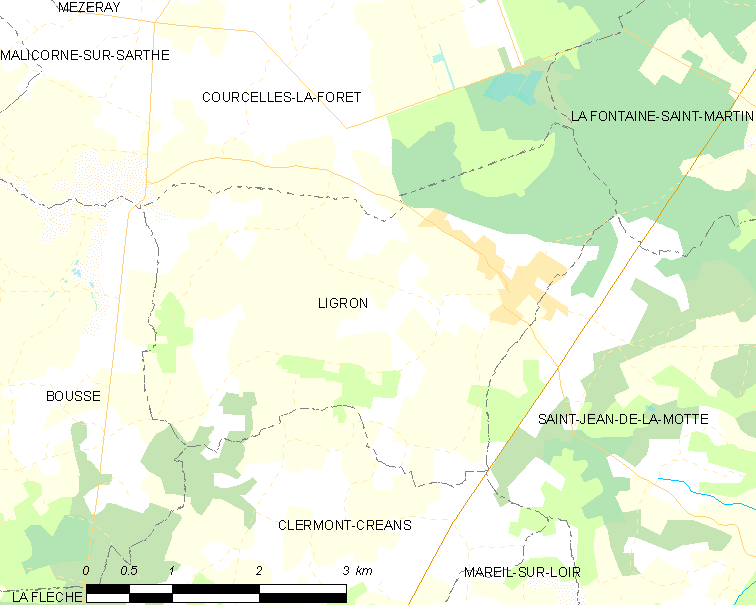
利格龙的OSM定位图

利格龙的时区为UTC+01:00、UTC+02:00（夏令时）。

## 行政
利格龙的邮政编码为72270，INSEE市镇编码为72163。

## 政治
利格龙所属的省级选区为拉弗莱什县。

## 人口

1962-2008年间利格龙人口变化图示

利格龙于2022年1月1日时的人口数量为484人。